# KiSS Technology
Die KiSS Technology A/S ist ein dänischer Hersteller von Heimnetzwerktechnik, insbesondere von DivX-fähigen DVD-Abspielgeräten, DVB-Receivern, Plasma- und LCD-Fernseher und netzwerkfähigen Festplattenrekordern. 
Firmensitz ist Hørsholm unweit von Kopenhagen.

## Geschichte
KiSS Technology wurde 1994 gegründet und war bis Juli 2005 in privater Hand, als Cisco es für 61 Millionen Dollar kaufte.

## Produkte
Die Produkte werden bisher über die Cisco-Tochter Linksys vertrieben. KiSS entwickelte Produkte, wie den DP-450, den ersten DivX-fähigen Standalone-DVD-Player mit direkter Ausgabe an Fernseher oder Projektor und gehörte deshalb zu den weltweit führenden Herstellen seines Segments. 